# Elizabeth Avellan
Elizabeth Avellan (* 8. November 1960 in Caracas, Venezuela) ist eine US-amerikanische Filmproduzentin.
Geboren in Venezuela, zog Elizabeth Avellan mit ihrer Familie im Alter von 13 Jahren nach Houston, in die USA. Dort studierte sie später an der Rice University. Ihre erste Erfahrung im Filmgeschäft machte sie im Jahre 1991, als sie als Animator an dem Film Bedhead von Regisseur Robert Rodriguez mitarbeitete. Im folgenden Jahr war sie als associate producer an Rodriguez Kinodebüt El Mariachi beteiligt. Ihre gemeinsame Zusammenarbeit intensivierte sich und bis heute ist Avellan als Produzentin an den Filmproduktionen von Rodriguez beteiligt. Sie ist zudem die Vizepräsidentin der gemeinsamen Filmproduktionsfirma Troublemaker Studios, die im Jahr 2000 gegründet wurde.
Von 1990 bis 2007 war sie mit Robert Rodriguez verheiratet, gemeinsam haben sie fünf Kinder.

## Filmografie (Auswahl)
- 1992: El Mariachi
- 1995: Desperado
- 1998: The Faculty
- 2001: Spy Kids
- 2002: Spy Kids 2 – Die Rückkehr der Superspione (Spy Kids 2: The Island of Lost Dreams)
- 2003: Mission 3D (Spy Kids 3-D: Game Over)
- 2003: Irgendwann in Mexico (Once Upon a Time in Mexico)
- 2005: Sin City
- 2007: Death Proof – Todsicher (Grindhouse: Death Proof)
- 2007: Planet Terror (Grindhouse: Planet Terror)
- 2009: Das Geheimnis des Regenbogensteins (Shorts)
- 2010: Predators
- 2010: Machete
- 2023: Deadland